# Anton Bebler
Anton Bebler (rođen 10. marta 1937) je slovenački politikolog, diplomata i političar.

## Život
Anton Bebler je rođen 10. marta 1937. u Moskvi. Sin je narodnog heroja Jugoslavije Aleša Beblera. Diplomirao je na Fakultetu političkih nauka u Beogradu, a doktorirao na Fakultetu političkih nauka Univerziteta u Pensilvaniji u SAD. Prof. dr. Anton Bebler je redovni profesor na Fakultetu za društvene nauke Univerziteta u Ljubljani. Predsednik je Atlantskoga saveta.
U braku je sa poslanicom slovenačkog parlamenta Darjom Lavtižar Bebler.

## Dela
Profesor Bebler objavljuje dela na raznim jezicima. Neka od najpozantijih su:
- Military rule in Africa : Dahomey, Ghana, Sierra Leone, and Mali, 1973.
- Marksizem in vojaštvo (Marxismus und Militär), 1975. (serbokroatische Ausgabe: Marksizam i vojništvo, 1977)
- Wehrdienstverweigerung in sozialistischen Staaten, in: Europäische Rundschau, Jg 18. (1990). pp. 107—121
- Bebler, Anton (1997). Civil-military relations in post-communist states. Central and Eastern Europe in transition. Bloomsbury Academic. ISBN 978-0-275-95350-8.

## Spoljašnje veze
- Lična prezentacija na stranici Fakulteta
- Kratka biografija u Mladini